# Cheryl Krusen
Cheryl Krusen (nhũ danh Cheryl Thompson) là một luật sư vùng Caribe. Là một công dân kép của Jamaica và Belize, bà đã phục vụ ở các vị trí pháp lý ở nhiều quốc gia khác nhau trong ba thập kỷ.

## Sự nghiệp
Sự nghiệp trước đó của Krusen đã đưa bà qua nhiều vị trí khác nhau trên cả băng ghế dự bị và trước đó, với tư cách là cố vấn hoàng gia trong Văn phòng Giám đốc Công tố của Quebec, bắt đầu vào năm 1980 bà lần lượt là thẩm phán cho Quận Belize và sau đó là Quận Corozal, phó giám đốc Tòa án tối cao Jamaica; nhân viên pháp lý cao cấp tại Cảng vụ Jamaica, giám đốc dịch vụ pháp lý tại National Housing Trust of Jamaica; cố vấn pháp lý cho Phó Thủ tướng và Lãnh đạo Kinh doanh Chính phủ tại Hạ viện Jamaica và cố vấn pháp lý cho Bộ Ngoại giao và Ngoại thương Jamaica. Từ năm 2002 đến 2008, bà phục vụ với Ban thư ký Khối thịnh vượng chung ở Luân Đôn, trước khi trở lại vùng biển Caribe để đảm nhận vị trí cố vấn chung của CARICOM.
Vào tháng 7 năm 2011, Krusen được bổ nhiệm làm Luật sư của Tổng cục Belize, thay thế Oscar Ramjeet. Bà đã nhận được sự chú ý rộng rãi hơn vào cuối năm đó khi bà lên tiếng ủng hộ Dự luật Hiến pháp Belize (Sửa đổi lần thứ 9), sẽ đưa một số tiện ích công cộng thuộc quyền sở hữu công cộng, nhưng sẽ gây tranh cãi hơn về việc sửa đổi hiến pháp mà không phải xem xét tư pháp. Ngay từ tháng 9 năm 2011, Hiệp hội luật sư ở Mexico đã bắt đầu tranh cãi với Tổng chưởng lý Bernard Q. Forge về các vị trí của Krusen; Tháng đó, ngoài vị trí SG, bà còn được bổ nhiệm làm cố vấn cao cấp. Đó là một dấu chấm hỏi về khả năng của bà ấy để giữ vị trí của SG, vì bà đã không đáp ứng yêu cầu được ghi danh trong tám năm với tư cách là một luật sư pháp luật ở Belize hoặc bất cứ nơi nào khác trong Khối thịnh vượng chung. Các tác giả đã giải quyết được yêu cầu này bằng cách hẹn trở lại năm 1980 khi bà ngồi làm thẩm phán. Vào tháng 12 năm 2011, Hiệp hội Luật sư Belize đã đệ trình một thách thức của tòa án chính thức đối với tư cách của Krusen.